# Stínava
Stínava é uma comuna checa localizada na região de Olomouc, distrito de Prostějov.